# Nicolas-Alexis Ondernard
Nicolas-Alexis Ondernard (Rambervillers, 17 juli 1756 - Namen, 25 maart 1831), was een Franse rooms-katholieke geestelijke: de 18e bisschop van Namen van 1828 tot aan zijn dood in 1831.

## Biografie

### Priester

#### Kapelaan van Maria Christina van Oostenrijk
Nicolas-Alexis Ondernard werd op 22-jarige leeftijd (op 3 april 1779) diaken gewijd. Na zijn studies in Toul werd hij kapelaan van de aartshertogin Maria Christina die in Brussel gouvernante was van de Oostenrijkse Nederlanden.

#### Diplomatieke missie
Het priesterschap van Ondernard speelde zich af in woelige tijden. Als gevolg van de Brabantse Omwenteling keerde Ondernard terug naar Frankrijk en werd er lid van een diplomatieke missie onder leiding van de Franse prelaat en diplomaat Dominique Dufour de Pradt die in 1812 door Napoleon Bonaparte naar Warschau werd gezonden. Ondernard volgde de Pradt toen deze laatste aangesteld werd als aartsbisschop van Mechelen.

#### Onze-Lieve-Vrouw-ter-Zavelkerk (Brussel)
In 1813 werd Ondernard door zijn bisschop, de Pradt, benoemd als pastoor van de Onze-Lieve-Vrouw-ter-Zavelkerk te Brussel maar de ontvangst aldaar was slecht; men beschouwde hem als een indringer in opdracht van het aartsbisdom.
Gelet op de moeilijke verhoudingen, verkoos Ondernard een politieke loopbaan in Frankrijk en dientengevolge bood hij in 1815 zijn ontslag aan.

#### Kapellekerk (Brussel)
Nadat Franciscus de Méan (de laatste prins-bisschop van Luik) aartsbisschop van Mechelen werd, stelde deze in 1818 zijn miskende collega Ondernard aan, in de Brusselse Kapellekerk, waar de betrokkene werd opgemerkt omwille van zijn welbespraaktheid.

### Bisschop

#### De Belgische onafhankelijkheid
Nadat Paus Leo XII in 1827 een concordaat had gesloten met koning Willem I benoemde hij -in een geest van verzoening en met de gedachte koning Willem ter wille te zijn- op 23 juni 1828 zijn kandidaat Ondernard als bisschop van Namen. De wijding door de bisschop van Trier, Josef Ludwig Alois von Hommer, volgde op 28 oktober van datzelfde jaar.
Ondernard betoonde evenwel uitdrukkelijk zijn aanhankelijkheid aan de Kerk en zijn onafhankelijkheid ten overstaan van de wereldlijke macht. Hij keurde de religieuze politiek van de calvinistische koning Willem I niet goed en gebruikte zijn invloed aan het hof om de kleinseminaries van de bisdommen weder te laten openen. De toelating daartoe werd verleend op 2 oktober 1829.
Omstreeks die tijd, vanaf juni 1829, verscheen in Namen het katholieke dagblad, de Krant van de Samber, die zeer gekant was tegen het bestuur van het Verenigd Koninkrijk der Nederlanden in België.
Enkele maanden later, op 12 januari 1830, opende Namen zijn kleinseminarie in de abdij van Floreffe, voor cursussen geesteswetenschappen (Studia Humanitatis), filosofie en theologie.
Nog enkele maanden later, in juli 1830, hield de Krant van de Samber op met bestaan : de uitgevers waren in hechtenis genomen. Maar de gevolgen waren niet te onderschatten : met de steun van de geestelijkheid stuurden verscheidene parochies uit de provincies Namen en Luxemburg petities ter ondersteuning van religieuze klachten en voor het herstel van kerkelijke rechten. Na de Belgische Revolutie van juli 1830, verzocht bisschop Ondernard (in november 1830) zijn pastoors, het respect voor de nieuwe openbare orde in de hand te werken.

#### Overlijden
Mgr. Ondernard kende het "nieuwe land" slechts korte tijd vermits hij op 25 maart 1831, op 75-jarige leeftijd te Namen overleed.
- Virtual International Authority File: 311816007